# الکساندر شلیاپنیکوف

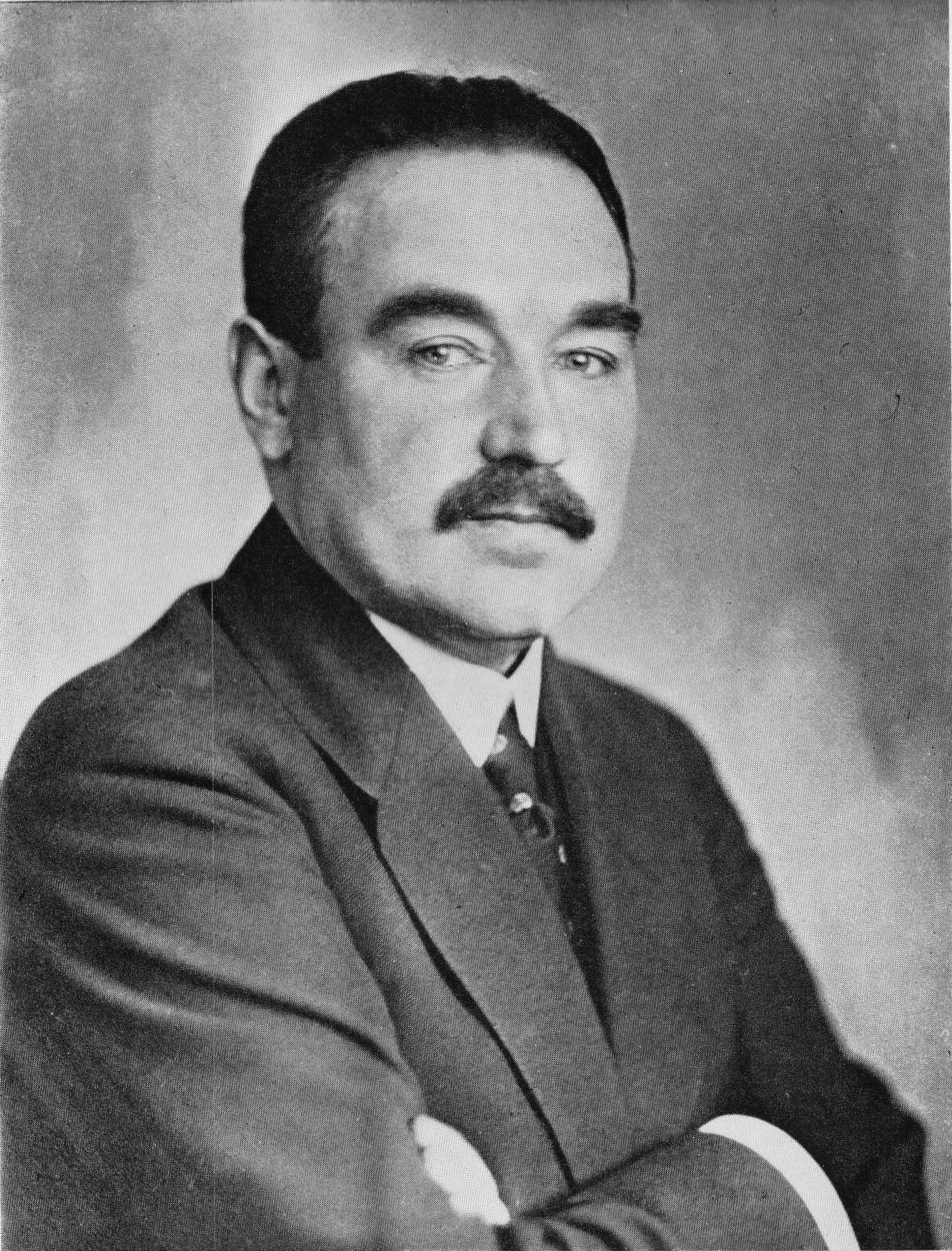

الکساندر گاوریلوویچ شلیاپنیکوف (به روسی: Алекса́ндр Гаври́лович Шля́пников) (زاده ۳۰ اوت ۱۸۸۵ (میلادی) در موروم - درگذشته ۲ سپتامبر ۱۹۳۷ در مسکو) انقلابی کمونیست روس بود و در دوره انقلاب اکتبر عضو کمیته مرکزی حزب بلشویک بود.
وی بعد از انقلاب عضو "اپوزیسیون کارگری"، فراکسیون درونی حزب کمونیست شوروی شد.